# 丹尼·德林克沃特
丹尼爾·諾依·德林克沃特（英語：Daniel Noel Drinkwater；1990年3月5日—）出生於英格蘭曼徹斯特，是一名前足球運動員，司職中場，出身曼聯青訓系統，前英格蘭足球代表隊成員。2023年10月下旬宣佈退役。
他的職業生涯前期大多租借予哈德斯菲爾德，卡迪夫城，屈福特，班士利，以及效力於曼聯。后随莱斯特城夺得2015-2016赛季英格兰超级联赛冠军。他也曾經為英格蘭U18和英格蘭U19效力。由於Drinkwater直譯就是喝水，因此亦被港澳球迷稱爲「飲水哥」，中国大陆称为“喝水哥”。

## 生平

### 曼聯
在曼徹斯特土生土長的真禾特於10歲之齡便加入曼聯青訓學院，一路晉升直到2006年7月獲提供學徒球員合約。在效力首季真禾特成為U18青年隊主力成員，上陣27場並射入2球；同年他亦偶獲徵召為預備隊上陣，於「英超預備隊聯賽」（Premier Reserve League）主場5-2擊敗韋根一役首次以後補身份入替列治·鍾斯（Ritchie Jones）。翌季真禾特進一步鞏固其U18青年隊席位，並在預備隊取得更多上陣機會。2008年7月30日在「蘭開郡高級盃」（Lancashire Senior Cup）決賽對利物浦，真禾特下半場56分鐘後補入替普斯邦，於完場前3分鐘射入致勝球協助球隊險勝3-2及贏取錦標。2008/09年球季已獲提升上預備隊並成為常規主力，上陣18場及射入兩球。
2009年5月24日季末煞科戰，他被已穩奪英超三連冠的一隊徵召作客對侯城，獲發"46"號球衣，列入後備席名單中，惟沒有機會上陣。

### 租借
為了更多一隊上陣的經驗，在2009年8月14日，真禾特被外借到英甲球會哈德斯菲爾德一個球季汲取上陣經驗，他於翌日隨即為新球隊上陣，在主場3-1擊敗修咸頓於下半場72分鐘後補入替加利·羅拔士（Gary Roberts）。三天後主場7-1大破白禮頓取得加盟後首個入球，於下半場64分鐘後補入替安东尼·凯（Antony Kay）僅5分鐘即射入己隊的第5球。在同年8月22日，作客對布里斯托流浪真禾特獲派首次正選上陣。真禾特擔任中場中，協助哈德斯菲爾德取得聯賽第6位晉身季後升班附加賽，但於準決賽累計0-2不敵，季後回歸曼聯，合共為哈德斯菲爾德上陣37場及射入兩球。

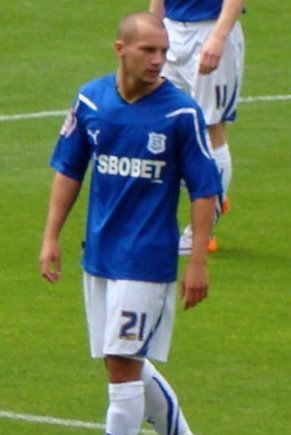
德林克沃特在2010年在卡迪夫城效力期間

2010年7月8日曼聯同意將真禾特外借到英冠球會卡迪夫城一個球季，惟需待卡迪夫城的買賣球員禁令取消才能落實。真禾特跟隨卡迪夫城進行季前熱身賽，最終於開季前一天的8月6日獲准正式註冊，並於8月8日電視直播的揭幕戰主場對首次上陣，雙方1-1平手完場。惟因患病及受傷，上半季僅上陣12場。
曼聯於2011年1月召回真禾特，在返回曼聯三天後於1月28日再外借他到另一支英冠球隊屈福特宜到球季結束。
2011年8月23日真禾特再被借用到另一支英冠球會班士利直到2012年年1月2日，於上陣16場後獲延長借用至2012年6月30日球季結束。他為綽號「雜種狗」（Tykes）的班士利合共在英冠上陣17場，在同年10月22日3:5不敵前東家卡迪夫城的比賽中打進一球。

### 莱斯特城
2012年1月20日，莱斯特城成功羅致真禾特加盟，轉會費沒有透露，雙方簽約至2015年。
在被提名為2013年12月英冠最佳球員之後，他也是三位獲得年度最佳球員提名的球員之一。德林克沃特在這一個賽季獲得他職業生涯最好的一個賽季，打進7球以及夥同隊友卡斯柏·舒米高和韋斯·摩根被選為英冠年度最佳陣容，這提名都是在李斯特城在贏得英冠冠軍得以升上來季英超之後。2014年6月17日，德林克沃特在幫助「狐狸」在近十年首次升上英超後與李斯特城簽訂4年的新合同。
德林克沃特在2015-16賽季成為「狐狸」爭取英超錦標的常規球員，和他的中場搭檔艾拜頓，恩戈洛·坎特以及馬列斯在賽季初成為一組出色的陣形。2015年1月23日，他打進自己首個頂級聯賽進球，在皇權球場3:0擊敗斯托克城的比賽中打進首球。

### 切尔西
2017年8月31日转会截止日，切尔西在截止前提交延长德林克沃特的转会操作申请。9月1日，德林克沃特正式转会切尔西，与昔日冠军队友坎特重聚。

### 卡森柏沙
2021年1月18日，德林克沃特租借至土耳其俱樂部卡森柏沙，直到賽季結束。

## 技术特点
德林克沃特拥有强大的传球能力，射门和防守能力也很出色，是典型的全能中場

## 國家隊生涯
德林克沃特在2:0擊敗迦納的比賽中首次為英格蘭U18上陣並打進第2個進球。他第2頂U18喼帽是2:0擊敗奧地利的比賽中獲得。
他也在2008至2009年期間為英格蘭U19上陣以及打進一球。他在2009年4月27日2:0擊敗波黑U19的比賽中首次上陣。他在2009年7月30日3:0擊敗法國U19的比賽中為英格蘭U19作最後上陣。
他在2016年3月17日首次被英格蘭大國腳徵召，在國際友誼賽中對陣德國和荷蘭。他在12天後完成在國家隊首秀，雖然三獅軍團在温布利球场1:2不敵橙衣軍團但他也獲得全場最佳球員。

## 生涯數據
最後更新: 2016年3月14日
| 俱樂部              | 賽季     | 聯賽 | 聯賽 | 聯賽 | 聯賽 | 聯賽盃 | 聯賽盃 | 洲際 | 洲際 | 其他 | 其他 | 總計 | 總計 |
| 俱樂部              | 賽季     | 上場 | 進球 | 上場 | 進球 | 上場   | 進球   | 上場 | 進球 | 上場 | 進球 | 上場 | 進球 |
| ------------------- | -------- | ---- | ---- | ---- | ---- | ------ | ------ | ---- | ---- | ---- | ---- | ---- | ---- |
| 曼聯                | 2008–09  | 0    | 0    | 0    | 0    | 0      | 0      | 0    | 0    | 0    | 0    | 0    | 0    |
| 曼聯                | 2009–10  | 0    | 0    | 0    | 0    | 0      | 0      | 0    | 0    | 0    | 0    | 0    | 0    |
| 曼聯                | 2010–11  | 0    | 0    | 0    | 0    | 0      | 0      | 0    | 0    | 0    | 0    | 0    | 0    |
| 曼聯                | 2011–12  | 0    | 0    | 0    | 0    | 0      | 0      | 0    | 0    | 0    | 0    | 0    | 0    |
| 曼聯                | 總計     | 0    | 0    | 0    | 0    | 0      | 0      | 0    | 0    | 0    | 0    | 0    | 0    |
| 哈德斯菲爾德 (租借) | 2009–10  | 33   | 2    | 1    | 0    | 1      | 0      | —    | —    | 2    | 0    | 37   | 2    |
| 卡迪夫城 (租借)     | 2010–11  | 9    | 0    | 1    | 0    | 2      | 0      | —    | —    | —    | —    | 12   | 0    |
| 屈福特 (租借)       | 2010–11  | 12   | 0    | 0    | 0    | 0      | 0      | —    | —    | —    | —    | 12   | 0    |
| 班士利 (租借)       | 2011–12  | 17   | 1    | 1    | 0    | 0      | 0      | —    | —    | —    | —    | 18   | 1    |
| 莱斯特城            | 2011–12  | 19   | 2    | 0    | 0    | 0      | 0      | —    | —    | —    | —    | 19   | 2    |
| 莱斯特城            | 2012–13  | 42   | 1    | 1    | 0    | 1      | 0      | —    | —    | 2    | 0    | 46   | 1    |
| 莱斯特城            | 2013–14  | 45   | 7    | 0    | 0    | 4      | 1      | —    | —    | 0    | 0    | 49   | 8    |
| 莱斯特城            | 2014–15  | 23   | 0    | 1    | 0    | 0      | 0      | —    | —    | 0    | 0    | 24   | 0    |
| 莱斯特城            | 2015–16  | 28   | 2    | 1    | 0    | 1      | 0      | —    | —    | 0    | 0    | 30   | 2    |
| 莱斯特城            | 總計     | 157  | 12   | 3    | 0    | 6      | 1      | 0    | 0    | 2    | 0    | 168  | 13   |
| 生涯總計            | 生涯總計 | 228  | 15   | 6    | 0    | 9      | 1      | 0    | 0    | 4    | 0    | 247  | 16   |

1. ↑  包括其他主場比賽，當中包括英格蘭社區盾，歐洲超級盃, ，国际足联俱乐部世界杯，英國足球聯賽附加賽

## 榮譽

### 俱樂部
莱斯特城
- 英格蘭足球冠軍聯賽冠軍 : 2013–14
- 英格蘭足球超級聯賽冠軍 : 2015–16

切尔西
- 英格蘭足總杯冠軍 : 2017-18

### 個人
- 英冠年度最佳陣容 (1): 2013–14
- 英冠每月最佳球員 (1): 2013年12月
- 莱斯特城賽季最佳球員(1): 2013–14
- 莱斯特城賽季最佳進球(1): 2013–14 (2014年2月8日對陣沃特福德)

## 外部連結
- Soccerway資料庫：丹尼·德林克沃特
- 足球数据库：丹尼·德林克沃特的球员统计数据
- 李斯特城官網簡歷（页面存档备份，存于）